# Потеряєвка (Рубцовський район)
Потеря́євка (рос. Потеряевка) — селище у складі Рубцовського району Алтайського краю, Росія. Входить до складу Новосклюїхинської сільської ради.

## Населення
Населення — 206 осіб (2010; 209 у 2002).
Національний склад (станом на 2002 рік):
- росіяни — 86 %